# Изюмский комбинат хлебопродуктов
Изюмский государственный комбинат хлебопродуктов (укр. Ізюмський комбінат хлібопродуктів) — предприятие пищевой промышленности в селе Капитоловка Изюмского района Харьковской области.

## История
Изюмский комбинат хлебопродуктов был создан в 1984 году в соответствии с одиннадцатым пятилетним планом развития народного хозяйства СССР.
В 1987 году был введён в эксплуатацию комбикормовый завод и КХП освоил производство комбикормов.
После провозглашения независимости Украины комбинат перешёл в ведение Министерства сельского хозяйства и продовольствия Украины.
В марте 1995 года Верховная Рада Украины внесла комбинат в перечень предприятий, приватизация которых запрещена в связи с их общегосударственным значением.
После создания в августе 1996 года государственной акционерной компании «Хлеб Украины» комбинат стал дочерним предприятием ГАК «Хлеб Украины».
В 2005 году КХП переработал 62,5 тыс. тонн зерна, в 2006 году - 74 тыс. тонн зерна.
После того, как в период с 16 по 24 июля 2007 года на птицефабрике ООО "Балаклейское предприятие по птицеводству" погибло около 15 тыс. кур и Харьковская областная ветеринарная инспекция подтвердила токсичность комбикорма Изюмского КХП (в котором были обнаружены алкалоиды) положение КХП осложнилось, 8 ноября 2007 года хозяйственный суд Харьковской области вынес решение о взыскании с КХП в пользу птицефабрики компенсации за ущерб, нанесенный в результате поставки некачественного комбикорма в размере 1,34 млн. гривен и компенсации за неполученную прибыль в размере 1,61 млн. гривен.
В марте 2008 года директор Изюмского комбината Висхан Исламов сообщил, что обвинения в плохом качестве продукции и токсичности комбикорма КХП не подтвердил ни один киевский институт, которому были направлены образцы для исследования продукции комбината.
Несмотря на начавшийся в 2008 году экономический кризис, за 2008-2009 маркетинговый год КХП переработал 47 тыс. т зерна. 
11 августа 2010 года комбинат вошел в состав Государственной продовольственно-зерновой корпорации Украины. В это время на предприятии работало 200 человек.
После начала боевых действий в Донбассе весной 2014 года Изюмский КХП оказался ближайшим пунктом хранения зерна в тылу украинских войск и в июне 2014 года было принято решение вывозить и складировать собранное зерно из прифронтовой зоны на Изюмском КХП.
В 2016 году КХП заготовил 92,2 тыс. тонн сельхозкультур и произвёл 46,6 тыс. тонн кормов. По состоянию на начало марта 2017 года, численность работников предприятия составляла 180 человек.

## Современное состояние
Основными функциями предприятия являются приём, хранение и переработка зерновых культур (пшеницы, кукурузы и ячменя), а также семян масличных культур (рапса и подсолнечника). КХП является одним из мест хранения государственных зерновых резервов Украины.
Также комбинат производит гранулированные и крупированные комбикорма для птицефабрик и животноводческих хозяйств Харьковской области.
Общая рабочая ёмкость КХП составляет 44,3 тыс. тонн (в том числе элеваторная - 20 тыс. тонн и складская - 24,3 тыс. тонн).